# Fatima El Ajjani
Fatima Zahra El Ajjani (* 9. Februar 1982) ist eine marokkanische Fußballschiedsrichterin.
Von 2016 bis 2023 stand El Ajjani auf der Liste der FIFA-Schiedsrichter und leitet internationale Fußballspiele.
Beim Afrika-Cup 2022 in Marokko leitete sie ein Spiel in der Gruppenphase. Zunächst sollte sie als Videoschiedsrichterin eingesetzt werden, wurde dann jedoch im Turnier aufgrund der Verletzung von Aïssata Boudy Lam als Hauptschiedsrichterin eingesetzt.